# 泉舞子
泉舞子（いずみ まいこ、2003年5月14日 - ）は、日本のグラビアアイドル、タレント。東京都出身。

## 人物
- 趣味はNetflix視聴、特技は体が柔軟であること[1]。

## 作品

### DVD
- 渋谷区立原宿ファッション女学院 （2019年10月18日、渋谷区立原宿ファッション女学院制作委員会）
- 渋谷区立原宿ファッション女学院 2（2020年12月18日、渋谷区立原宿ファッション女学院制作委員会）
- Cutie Spot（2021年3月30日、エスデジタル）
- 渋谷区立原宿ファッション女学院4（2021年11月20日、渋谷区立原宿ファッション女学院制作委員会）